# Сулейман Бакыргани
Сулейма́н Бакыргани́ (чагат. سليمان باقرغاني‎, Сулейман-Ата, Хаким-Ходжа; 1091, Хорезм — 1186) — тюркский «святой» (авлия), легендарный суфийский шейх, распространитель ислама в Средней Азии. Наиболее выдающийся из учеников Ходжи Ахмеда Ясави, 4-й халиф (наместник) тариката Ясавия.
Считается автором сочинения «Ахыр заман китаби», исламской версии Апокалипсиса. Под именем Хаким-Ата выступает популярным персонажем тюркской мифологии.

## Биография
Достоверной биографии Бакыргани не существует. Основными источниками информации выступают анонимное рисале (поучение) «Хаким-Ата китаби», опубликованное в 1898 году К. Г. Залеманом под названием «Легенда про Хаким-Ата», и жизнеописание шейха из сочинения 1503 года «Рашахат 'айн аль-хайат» («Капли из источника вечной жизни») Фахр ад-Дина Али ибн Хусейна Ваиза Кашифи (1463—1531).
Сулейман стал мюридом Ходжи Ахмеда Ясави в возрасте 15 лет. После одного случая к юному Сулейману явился дух Хызр и повелел зваться Хаким Сулейманом (мудрым Сулейманом). С этого момента Сулейман обрёл дар сочинения хикматов, подобно своему учителю.
Однажды Ахмед Ясави испытал 99 тысяч своих учеников посредством притворного нарушения чистоты при молитве. Полностью прошёл испытание только Сулейман. Обнаруженное В. Н. Басиловым шежере туркменов-атинцев называет Бакыргани «Полюсом Полюсов» (Кутб аль-актаб), что означает высшую категорию суфийских святых.
По одной из версий он родился в кишлаке Бакырган Хорезмского оазиса (ныне Узбекистан). Нисба Сулеймана получена от названия основанного им поселения Бакырган. Основание поселения было связано с выполнением поручения Ахмеда Ясави, который для распространения ислама рассылал своих учеников в разные стороны света. Верблюд повёл Сулеймана «в сторону запада от города Хорезма» (Ургенча) и остановился в местности Бинава-Аркасы на заповедном лугу правителя Караханидского государства Ибрахима II Богра-хана. Хан обрадовался появлению ученика знаменитого Ахмеда Ясави, выдал за Сулеймана свою дочь Анбар-Ана (Ганбар, Амбар-Ана, Амбар-Биби, Анвар-Бегим), предоставил ему земли, одарил скотом и сам со многими приближёнными стал его мюридом.
Дж. Г. Беннетт утверждает, что Хаким-Ата проповедовал среди поволжских тюрок, и его школа создала отделение на побережье Каспия.

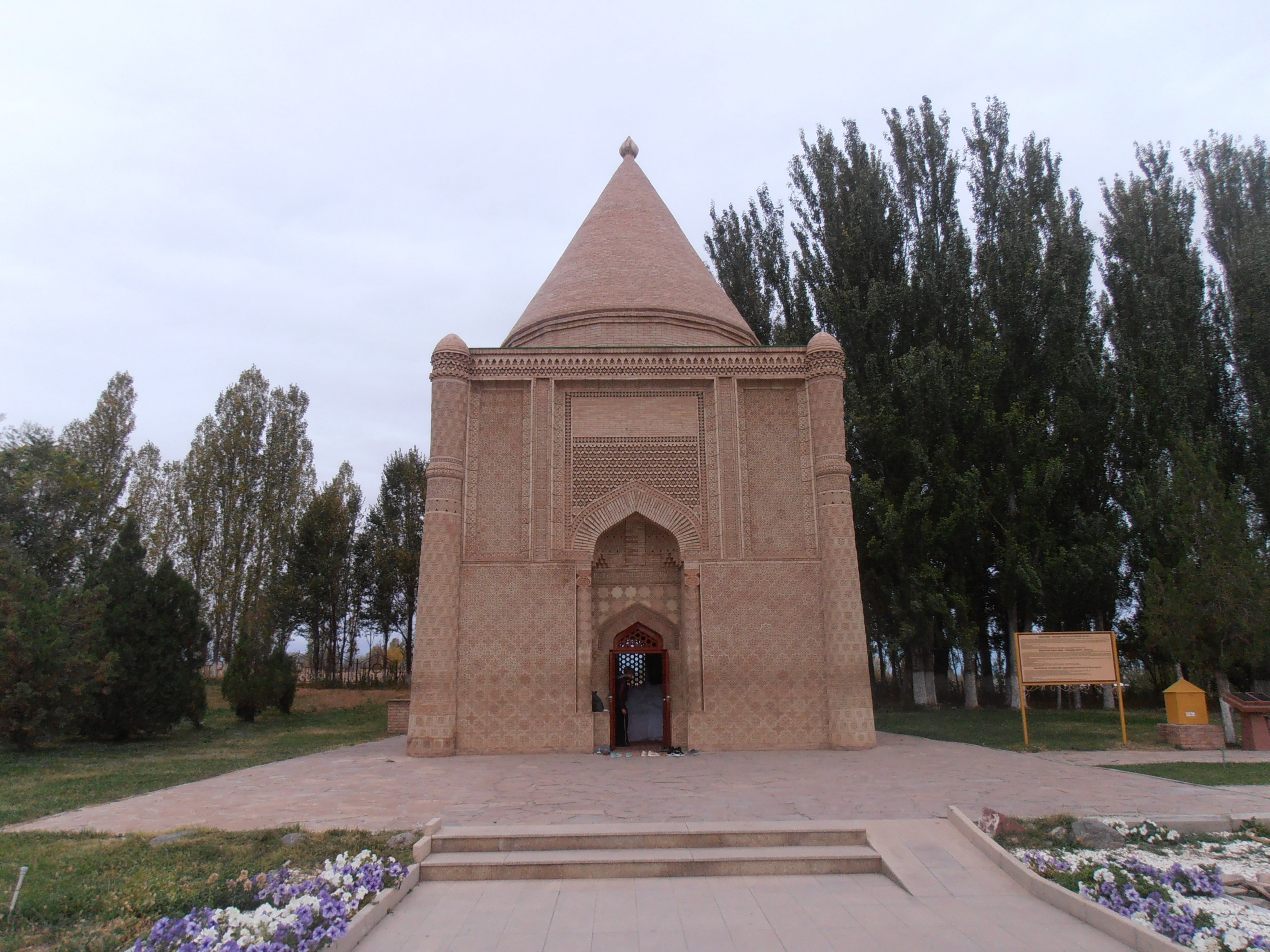
Мавзолей дочери Бакыргани.

У Сулеймана и Анбар-Ана было три сына: Мухаммед, Асгар и Хубби. Наиболее талантливым оказался Хубби-Ходжа (Султан-эпе), которому удалось даже на время переместить Каабу в Бакырган. Отец приревновал к способностям сына, Хубби обиделся и покинул отчий дом. В ответ Аллах наслал на Сулеймана проклятие, согласно которому после кончины могила Бакыргани 40 лет будет находиться под водой. Проклятие реализовалось, Бакырган на 40 лет затопило водой, а потом его местонахождение уже никто не помнил. Учёные связывают легенду о затоплении могилы с изменением русла Амударьи вследствие разрушения монголами плотин в 1221 году.
После смерти Сулеймана его вдова вышла замуж за 5-го халифа тариката Ясавия Занги-Ату, мавзолей Анбар-Ана находится юго-западнее мавзолея Занги-Аты под Ташкентом. По преданию, у Сулеймана была также дочь Айша-Биби, её мавзолей находится недалеко от Тараза.

## Проблема места захоронения
Проблема места захоронения шейха связана с проблемой местонахождения Бакыргана. И то, и другое неизвестно. Источники утверждают, что Сеид-Ата, которому приписывается обращение в ислам золотоордынского хана Узбека, был хранителем мазара Хаким-Аты в Хорезме. Академик В. В. Бартольд приобрёл в 1902 году в Туркестанском крае тюркскую рукопись 1543 года, содержавшую жизнеописание некоего шейха, которому в том числе

случалось посещать и местности к западу от Ургенча, как город Везир и степь Бакырган, которая находилась в трёх днях пути от города Хорезма (Ургенч) и где были могилы шейхов Хаким-Ата, Сейид-Ата и Хубби-Ходжа.

При этом про Сеид-Ату известно, что он погребён в Арале близ Амударьи. Ал-Кашифи в начале XVI века тоже определяет Бакыргани в Хорезм, во времена Абулгази (1603—1664) в низовьях Амударьи находится урочище Бакырган-Ата. Венгерский учёный Арминий Вамбери в опубликованном в 1864 году «Путешествии по Средней Азии» упоминает Хаким-Ата недалеко от Кунграда в сторону Аральского моря. Сейчас считается, что захоронение Сулеймана Бакыргани находится возле Муйнака в устье Амударьи в Республике Каракалпакстан; в Муйнакском районе имеется сельский сход Хаким-Ата.

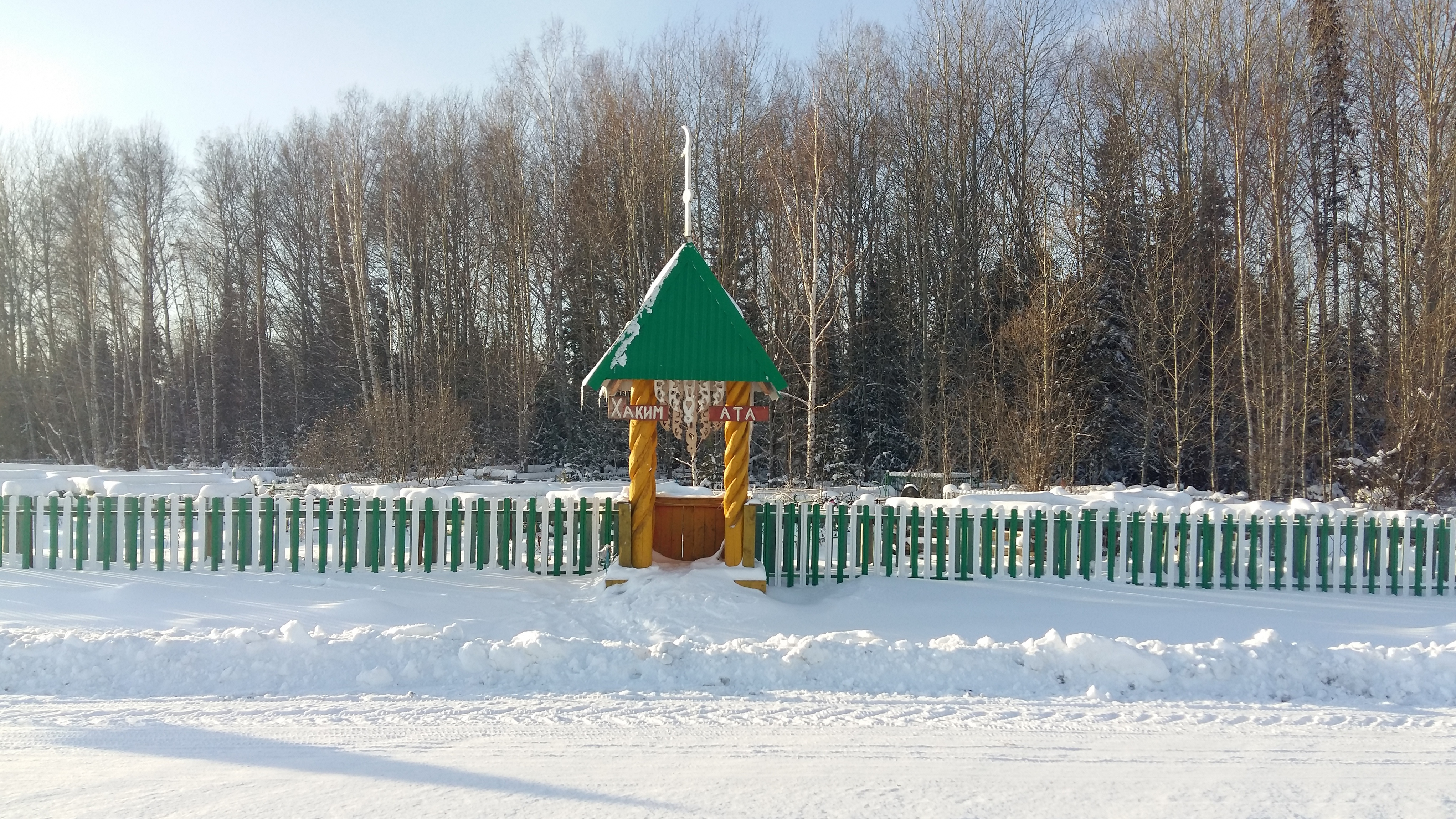
Одно из легендарных мест захоронения — деревня Баишевская (Вагайский район Тюменской области, Россия).

Другая версия с подачи П. А. Комарова указывает на мазар Ходжа-Бакырган близ Ходжента на реке Ходжабакирган (Козы-Багла), левом притоке Сырдарьи. Киргизский профессор А. Мокеев считает, что топоним связан с именем Сулеймана Бакыргани, то есть шейх имел какое-то отношение к этому месту.
Знаменитый казанский тюрколог Н. Ф. Катанов указывал на некий Бака-Курган близ Ясы (современный казахский город Туркестан, где находилась школа Ясави). Этой версии подыгрывает легенда об обнаружении могилы шейха купцом Джелал ад-Дином Ходжой: во время нахождения в Ясе купцу во сне явился Бакыргани и сообщил, где искать захоронение.
Наконец, местом захоронения Хаким-Ата считается Баишевская астана в Вагайском районе Тюменской области. По соседству с астаной расположена могила некоего Чалялетдина-Хучи (что напоминает о среднеазиатском сюжете с Джелал ад-Дином Ходжой), там же находятся могилы жены святого Амбар-Ана и сына Хуппи-Хучи.

## Произведения

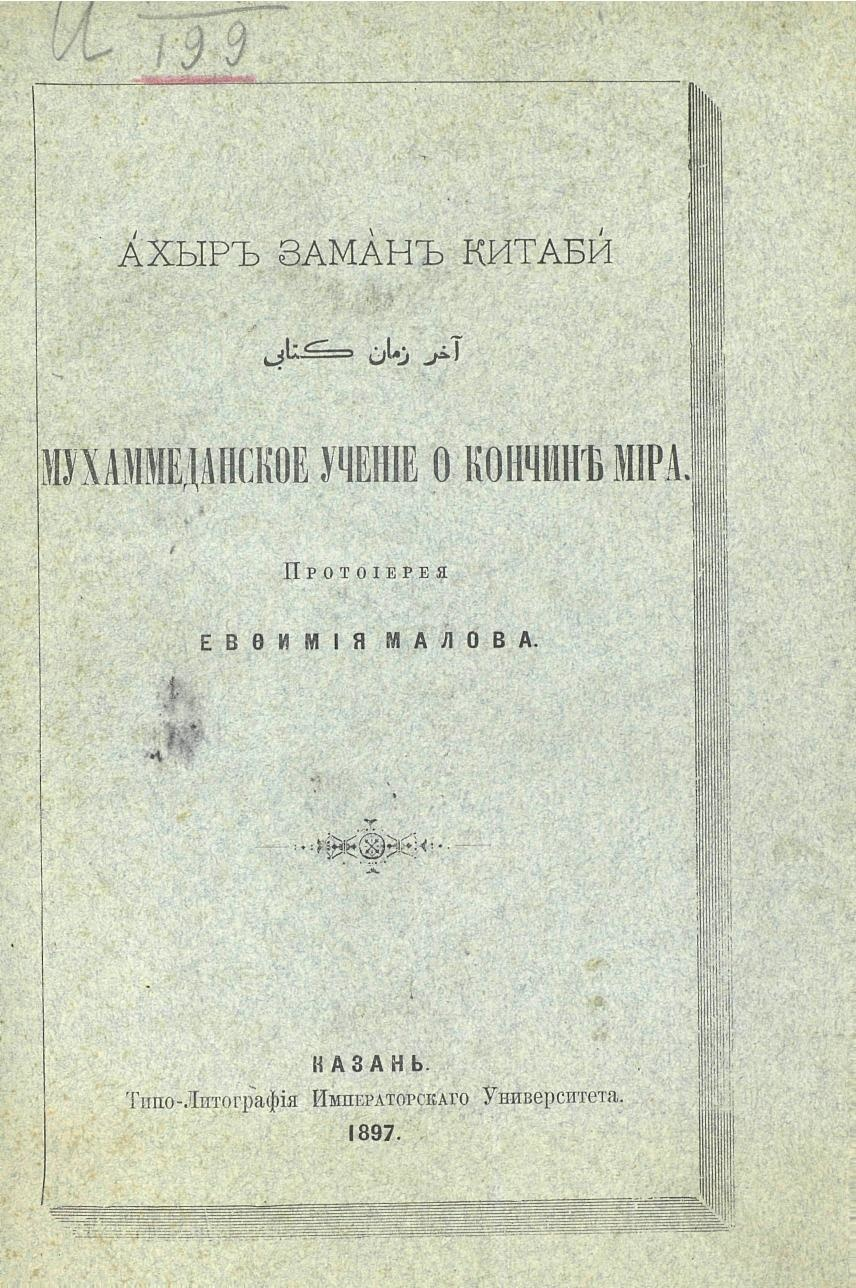
Обложка «Ахыр заман китаби» издания 1897 года.

Сочинения Бакыргани впервые были изданы в 1846 году в Казани на чагатайском языке: «Ахыр заман китаби» («Книга о кончине мира») и «Бакырган китаби» («Книга Бакыргана»). Первая (другое её название «Такы гаджаб») излагает исламскую версию Апокалипсиса и прихода Даджаля, её в 1897 году перевёл на русский язык протоиерей Евфимий Малов.
«Бакырган китаби» представляет собой антологию, наряду с произведениями Хаким-Аты включавшую также творения Ахмеда Ясави, Насими, Факири, Кул Шарифа и других тюрко-татарских поэтов Средневековья. Она использовалась в татарских мектебе в качестве учебного пособия.
Ещё известна поэма Бакыргани «Хазрат Мариам китаби» («Сказание о святой Мариам»), посвящённая последним дням Девы Марии. Русский перевод поэмы опубликован С. М. Матвеевым в «Известиях Общества археологии, истории и этнографии при Императорском Казанском университете» в 1895 году.
В 2008 году в Алма-Ате в составе тома 7 издания «Литературные памятники» на казахском языке впервые был выпущен сравнительно полный сборник Бакыргани.

## Почитание
В Поволжье фигура Бакыргани по степени популярности затмила своего учителя Ахмеда Ясави. В 1899 году в типо-литографии Казанского университета была опубликована лирико-эпическая поэма «Сказание о Хубби-Ходже» («Кыссэ-и Хубби-ходжа»), приписываемая поэту XVI века Кул Шарифу. Главными героями поэмы выступают Хаким-Ата и его семья. Мотивы поэзии Бакыргани нашли отражение в творчестве башкирских поэтов-суфиев XIX века (Ш. Заки, А. Каргалы, М. Кутуш-Кыпсаки, Х. С. Салихова и др.).
В сибирском исламе Хаким-Ата выступает центральной культовой фигурой, поклонение ему фиксируется ещё академиком Г. Ф. Миллером в 1734 году. Посещение Баишевской астаны (по одним источникам семикратное, по другим даже однократное) равносильно совершению хаджа в Мекку.
По сообщению Н. Ф. Катанова (1894), в Восточном Туркестане популярность поэта приобрела особую форму: пренебрегавших посещением мечети мусульман секли арапником под назидательные стихи Хаким-Аты.

### Список произведений
- Матвеев С. М. Мухаммеданский рассказ о Св. Деве Марии // Известия Общества археологии, истории и этнографии при Императорском Казанском университете : журнал. — Казань: Типо-лит. Имп. Университета, 1895. — Т. XIII, вып. 1. — С. 19—34.
- Мухаммеданское учение о кончине мира = Ахыр заман китаби / Пер. Е. А. Малова. — Казань: Типо-Лит. Имп. Ун-та, 1897. — 96, IV с.
- Әдеби жәдігерлер. — Алма-Ата: Таймас, 2008. — Т. 7. Сүлеймен Бақырғани. Ақырзаман. — 408 с. — ISBN 9965-806-94-2.